# Alfred Moisiu
Alfred Spiro Moisiu (Shkodër, 1 de dezembro de 1929) foi um presidente da Albânia, no cargo entre 24 de julho de 2002 e 24 de julho de 2007.
Entre 1943 e 1945 tomou parte na guerra de libertação da Albânia contra a ocupação nazista. Em 1946 foi para a União Soviética como estudante. Em 1948 se formou na escola militar de engenharia de Leningrado.